# 亨利·本篤·斯圖亞特
亨利·本篤·多默·爱德华·玛利亚·克莱孟·方濟各·沙勿略·斯图亚特，约克枢机公爵（英语：Henry Benedict Thomas Edward Maria Clement Francis Xavier Stuart, Cardinal Duke of York；1725年3月6日—1807年7月13日）出身斯圖亞特家族，是一位罗马天主教会樞機，作为国王英格兰和苏格兰的詹姆斯二世和七世的幼孙，也是詹姆斯党的第三任和最后一任大不列颠王国、法兰西和爱尔兰王位觊觎者。亨利是历史上任职时间最长的枢机主教之一，他一生都在教宗国度过，并成为樞機團團長和奥斯蒂亚和韦勒特里羅馬城郊教區領銜主教。和父亲詹姆斯（老王位觊觎者）和兄长查理（小王位觊觎者或小王子查理）不同的是，亨利从未采取任何措施谋求王位。查理于1788年1月去世后，詹姆斯党称亨利为亨利九世和一世，但教宗国不承认亨利为大不列颠和爱尔兰的合法统治者，而是称他为“約克樞機公爵”。他最广为人知的名字是“约克公爵”，这是他父亲授予他的詹姆斯党贵族头衔。

## 早期经历

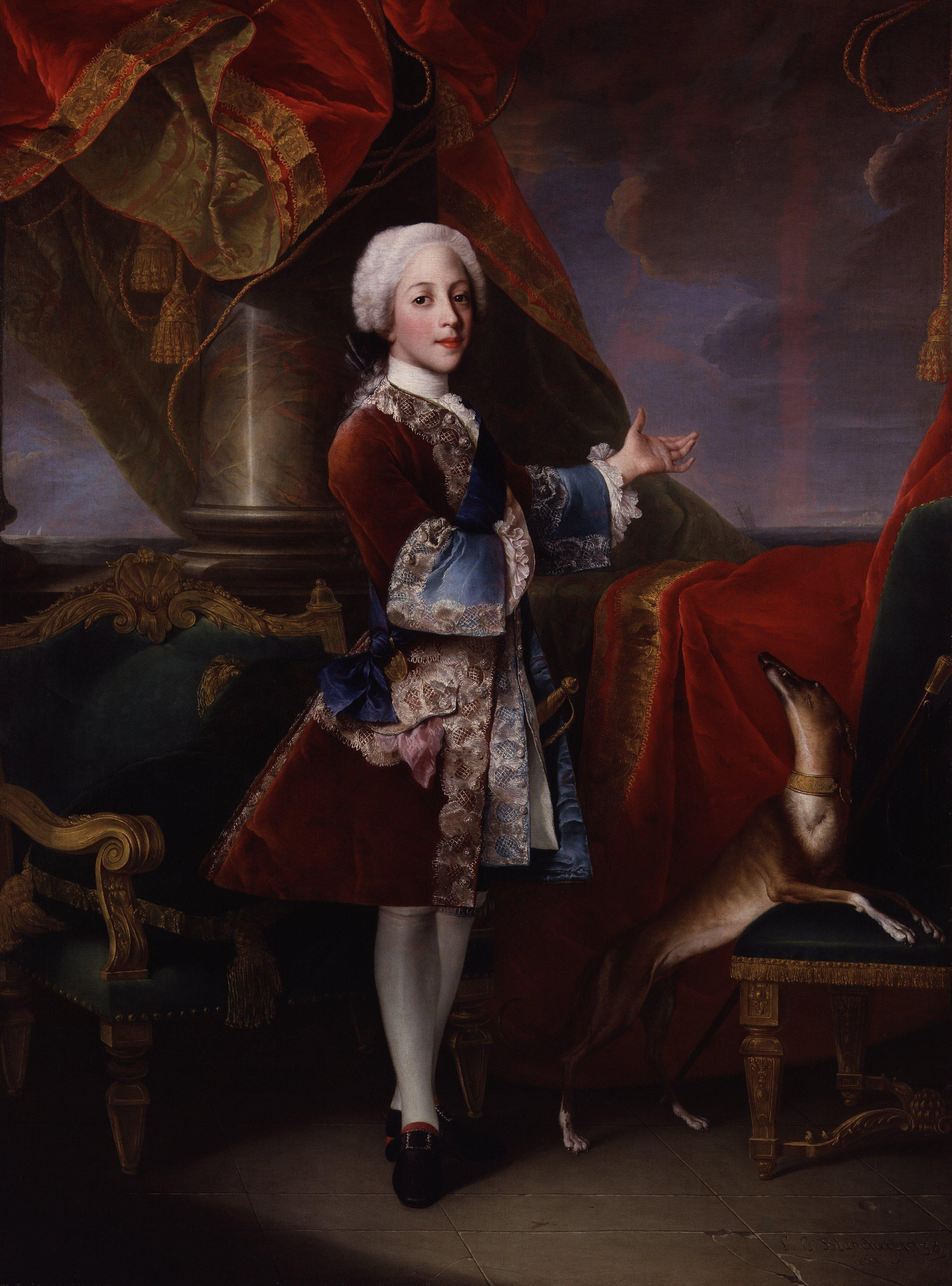
亨利·本篤·斯图亚特，13岁，路易斯·加布里埃尔·布兰切特（1738年）

亨利·本篤·托马斯·爱德华·玛利亚·克莱孟·弗朗西斯·哈维尔·斯图亚特1725年3月6日于罗马穆蒂宫出生，同日受教宗本笃十三世洗礼，这时距离他的祖父詹姆斯二世失位已经37年了，距离父亲詹姆斯复辟失败也已10年了。他的父亲詹姆斯被政敌称为“老王位觊觎者”，母亲玛丽亚·克莱门蒂娜·索别斯卡公主则是波兰国王和立陶宛大公扬三世·索别斯基的孙女。亨利显然是一个能比兄长查理更善于拼写的聪明的孩童。亨利比查理更内向，对处理问题的方法更谨慎，被形容为虔诚、举止温和。

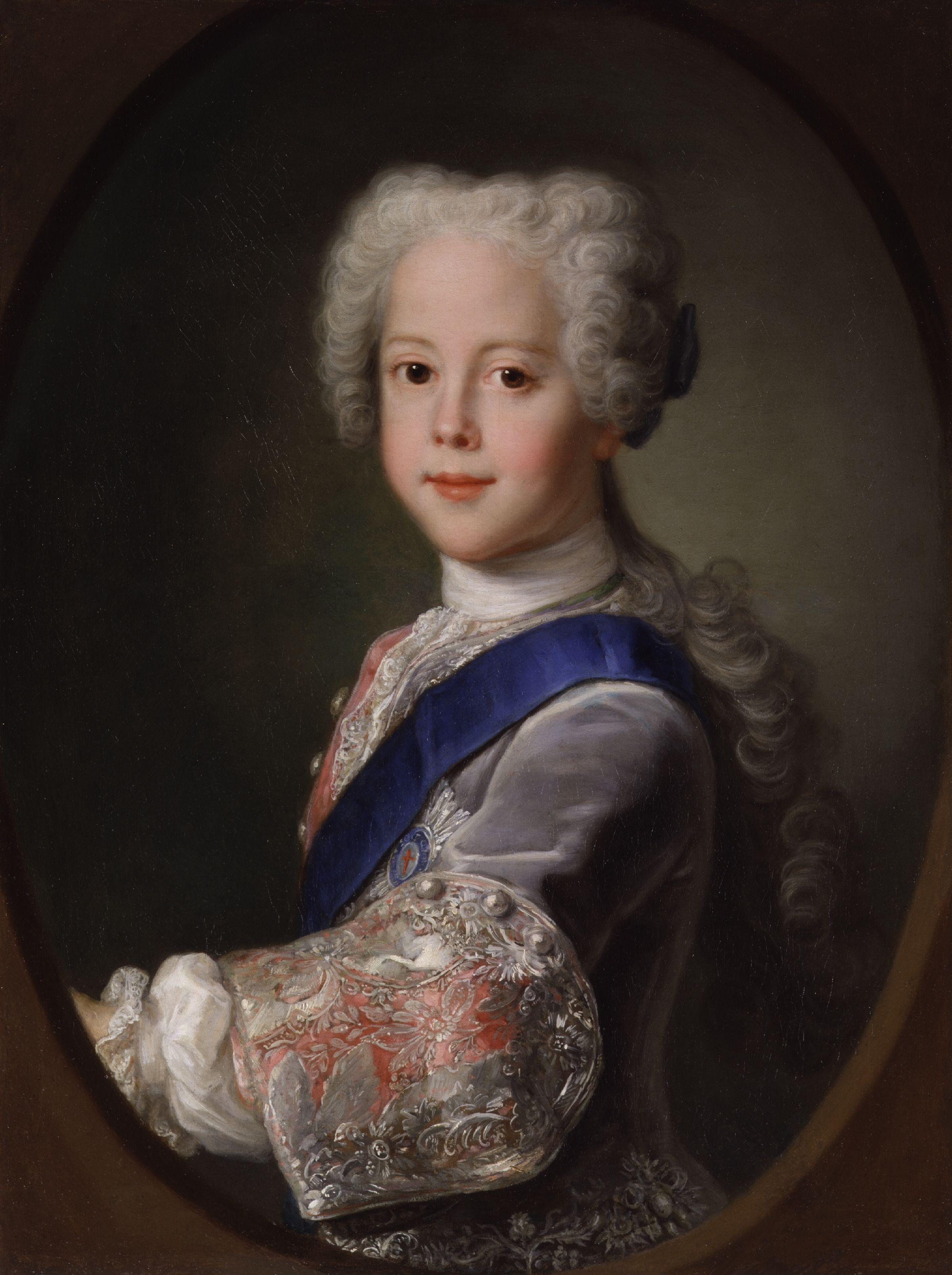
年轻的亨利·贝内迪克特（大约画于1729年–1732年），和兄长小王位觊觎者惊人地相似

1745年亨利前往法国帮助兄长查理（又称“小王子查理”或“小王位觊觎者”）筹备当年的复辟行动。作为法国军队的一员，他名义上指挥着大约10000人的穿越海峡的入侵军，但从未开出敦刻尔克，他随后在安特卫普之围中在萨克斯的莫里斯手下效力。在1746年的卡洛登战败后，21岁的亨利·斯图亚特回到意大利。

## 教会生涯
1747年6月30日，教宗本笃十四世为亨利舉行剪髮禮，并在7月3日的樞密会议上立他为執事級樞機，領金碧地利圣母執事區执事銜，8月27日教宗又升他为四品辅祭。1748年8月18日和25日，亨利又分别成为助祭和执事。他当时在法国的兄长查理不赞成这些教会的荣誉，因为他相信这些只会进一步助长对斯图亚特家族的宗教偏见。
由于枢机主教是平信徒樞機，查理尚且希望亨利做出政治上有利的婚姻，却沮丧地发现其弟已于9月1日晋铎。同月稍迟亨利被任命为司鐸級樞機並繼續以原先的領銜聖堂為領銜堂區、枢机六品，1751年，他被任命为聖伯多祿大殿總鐸。
亨利在从事聖职工作的过程中获得了大量的收入，他来自弗兰德、西班牙、那不勒斯、法兰西各大教堂的收入高达4万英镑。他还在西属南美洲挂名获利，在墨西哥拥有领地，为他提供了大量的收入。
法王路易十五授予这位總主教奥金和圣阿芒的修道院作为先前被迫根据《第二亞琛和約》的条款驱逐其兄的补偿。
1752年12月，他的領銜堂區改到十二宗徒圣殿；1758年被任為樞機團約克財務總管。职责包括管理属于樞機團的所有财产、费用、资金和收入，为一位已故樞機举行安魂弥撒，并负责《红衣主教法》的登记。他参加了1758年的教宗选举秘密会议，亲历教宗克勉十三世当选。同年10月，他被任命为科林斯領銜總主教。第二年，他辞去了金碧地利圣母大殿的职位，以求在台伯河西圣母聖殿任职；然而，他在赞扬声中留任于十二宗徒圣殿。
1761年7月13日，他又任弗拉斯卡蒂羅馬城郊教區領銜主教，最后在1803年9月26日被任为樞機團團長并继任奥斯蒂亚和韦勒特里羅馬城郊教區領銜主教。亨利在弗拉斯卡蒂工作多年，每天下午都乘马车去罗马，他的副校长身份使他能够进入文书院宫。
亨利也是最后一个接触淋巴结结核（国王病）患者以求治愈对方的不列颠王位觊觎者。
亨利被描述为一个生活在一个伟大的时代的幸福的、节欲的、富有的、独身的唯美主义者，至死都“无害而可敬”。

## 法国大革命和后期经历

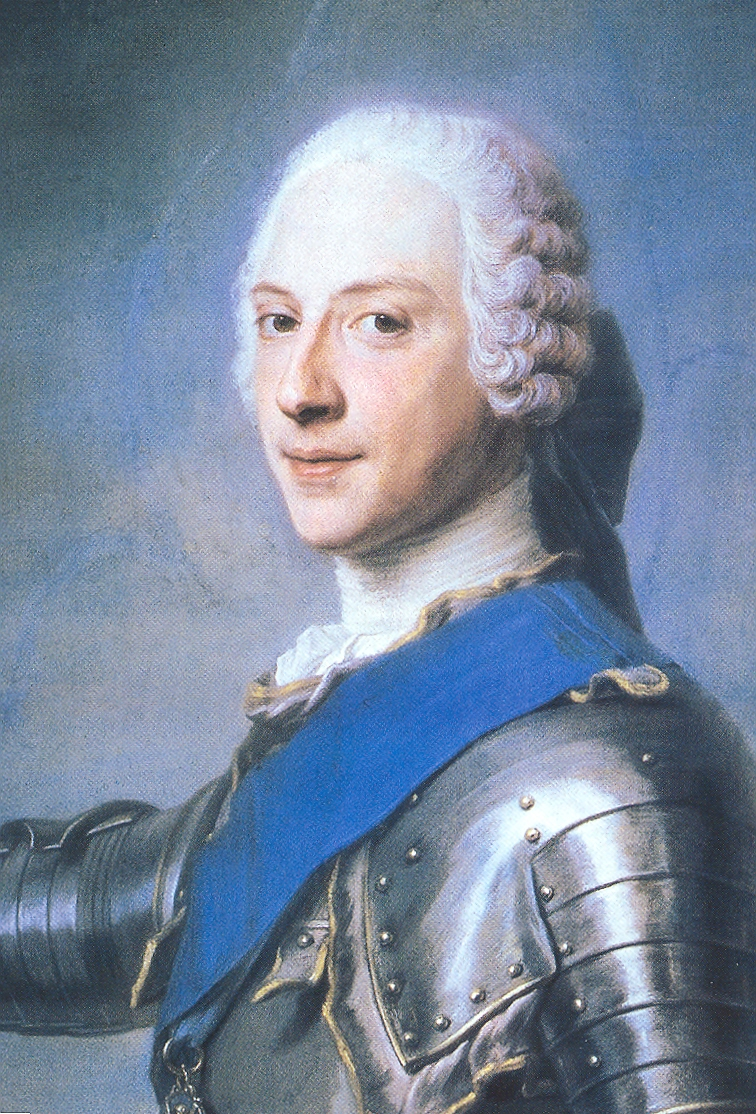
亨利·本篤·斯图亚特，作画者莫里斯·康坦·德·拉圖爾（1746/47年），长期被认为是查尔斯·爱德华·斯图亚特

法国大革命期间，亨利为了支持教宗庇护六世而失去了来自法国王室的收入，还献出了其他很多收入。法国人控制了他在弗拉斯卡蒂的财产后，亨利骤然陷入贫穷。这导致了斯图亚特蓝宝石的出售。英国驻威尼斯大臣安排亨利领取由乔治三世提供的4000英镑年金。但亨利及詹姆斯党认为这只是英国政府在分期偿还欠他的债务——英国政府长期许诺要将亨利的祖母前王后摩德纳的玛丽的嫁妆还给亨利，但从未兑现。
梵蒂冈承认詹姆斯三世和八世是大不列颠和爱尔兰的国王。1766年詹姆斯去世后，教皇國没有承认亨利的兄长、已于1750年改宗安立甘宗的查理。但是，教皇國并没有公开承认汉诺威王朝君主。然而，在1792年11月，梵蒂冈首先将乔治三世称为大不列颠和爱尔兰国王而非汉诺威选侯。这导致了亨利的抗议，他认为这样的侮辱会导致他不再访问罗马。
尽管普遍反对神职主义，敌视波旁君主制，但督政府在1798年建议聯合愛爾蘭人會复立詹姆斯党王位觊觎者亨利·本笃·斯图亚特为爱尔兰国王亨利九世。这是因为让·约瑟夫·阿马布尔·亨伯特将军在梅奧郡为1798年爱尔兰起义组建了一支部队，并试图团结天主教徒：尽管亨伯特的军队曾是意大利反神职运动的老兵，但仍有相当数量的爱尔兰牧师支持这场起义。法国人希望亨利能在爱尔兰建立一个稳定的法国附庸国，然而，新教共和党领袖沃尔夫·托内否决了这一建议。
1803年，亨利重返弗拉斯卡蒂。9月，他成为樞機團團長和奥斯蒂亚和韦勒特里羅馬城郊教區領銜主教，尽管他仍住在弗拉斯卡蒂的主教宫殿。1807年7月13日，他在那裡去世，享壽82岁，正好是他被任命为其名义教会的红衣主教执事60周年，以及他被提升为红衣主教46周年。

## 个人生活

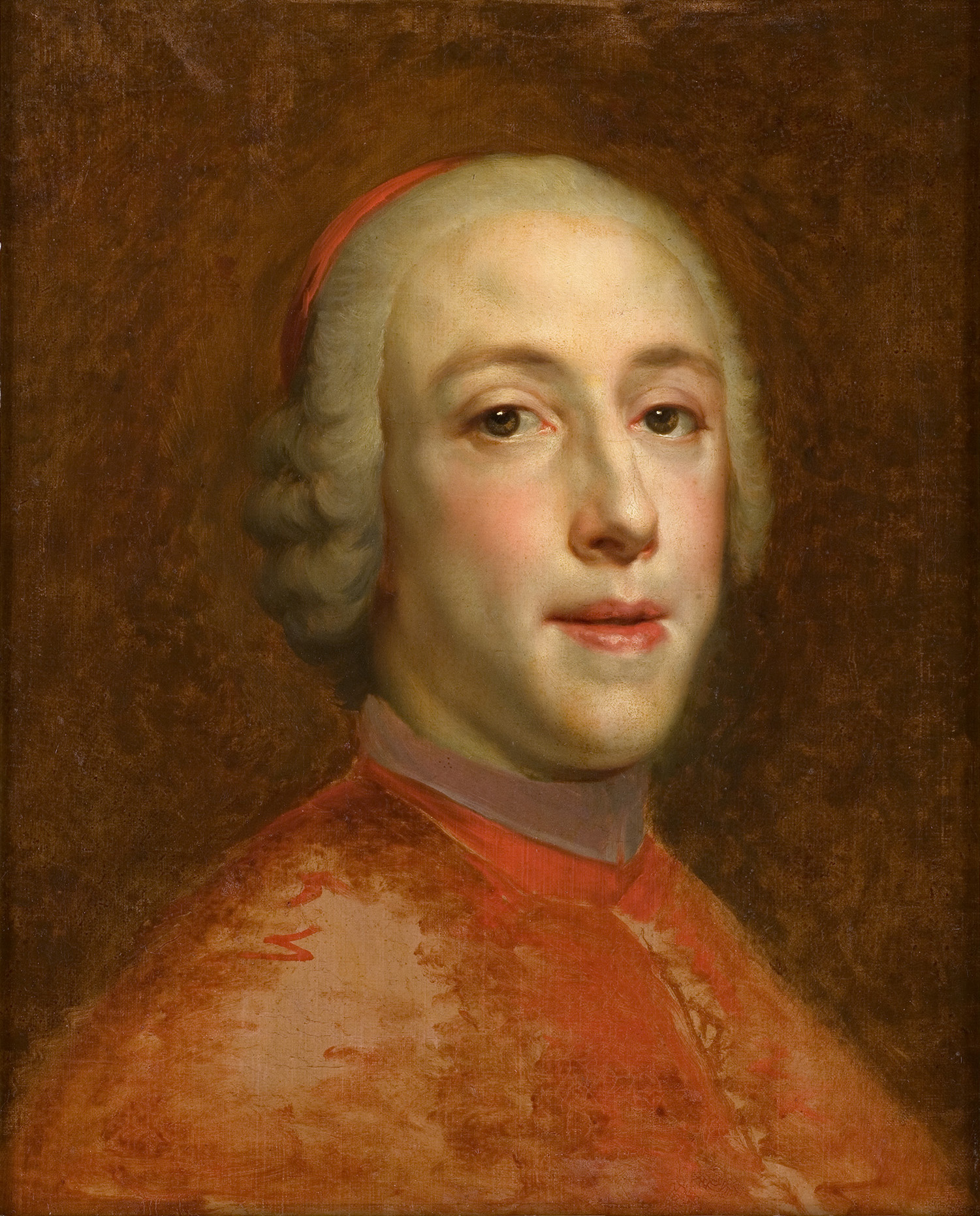
亨利·贝内迪克特·斯图亚特，作画者安东·拉斐尔·门斯（1756年）

一些现代史学家利用当时人的见解推测亨利是否同性恋。如赫斯特·林奇·思雷尔（1741年 - 1821年）、外交家和作家久塞佩·戈拉尼Giuseppe Gorani（1740年 - 1819年）都在手稿中提及了这个问题。戈拉尼本人承认自己没有收集到充分证据证明自己的想法，但促使人们注意到亨利宫廷内能找到的英俊教士的数量。史学家安德鲁·朗间接提到詹姆斯的评价，他的幼子尽管被安排了很多婚事，却不会结婚。
作家盖塔诺·莫罗尼提供了最长的关于亨利及其管家乔万尼·莱尔卡里神父（1722年-1802年）的亲密关系的描述，据说亨利曾对他“爱得无法衡量”。这层关系使得亨利与其父詹姆斯关系严重紧张，詹姆斯最终于1752年试图解雇莱尔卡里并将其逐出罗马。作为回应，亨利试图将自己的家产与父亲的分割开来，拒绝在没有莱尔卡里陪伴在侧的情况下从博洛尼亚返回罗马。教宗本笃十四世亲自介入充当调停人，才勉强避免了一场公共丑闻。莱尔卡里获准离开亨利家，并因亨利的影响后来得以被任为热那亚總主教。
1766年詹姆斯过世后，事态变得简单。从1769年开始，亨利又和来自佩鲁贾的贵族神父安杰洛·切萨里尼关系密切。在亨利庇护下，切萨里尼赢得各种荣誉，被任为弗拉斯卡蒂大教堂的教士，1801年又成为米列维主教。切萨里尼陪伴亨利32年，亨利死时也仍在他身边。切萨里尼后被葬在新堂的教堂。
但据记载，亨利举止得体，恐惧一切不得体行为，所以他们之间不大可能有性关系。

## 死后

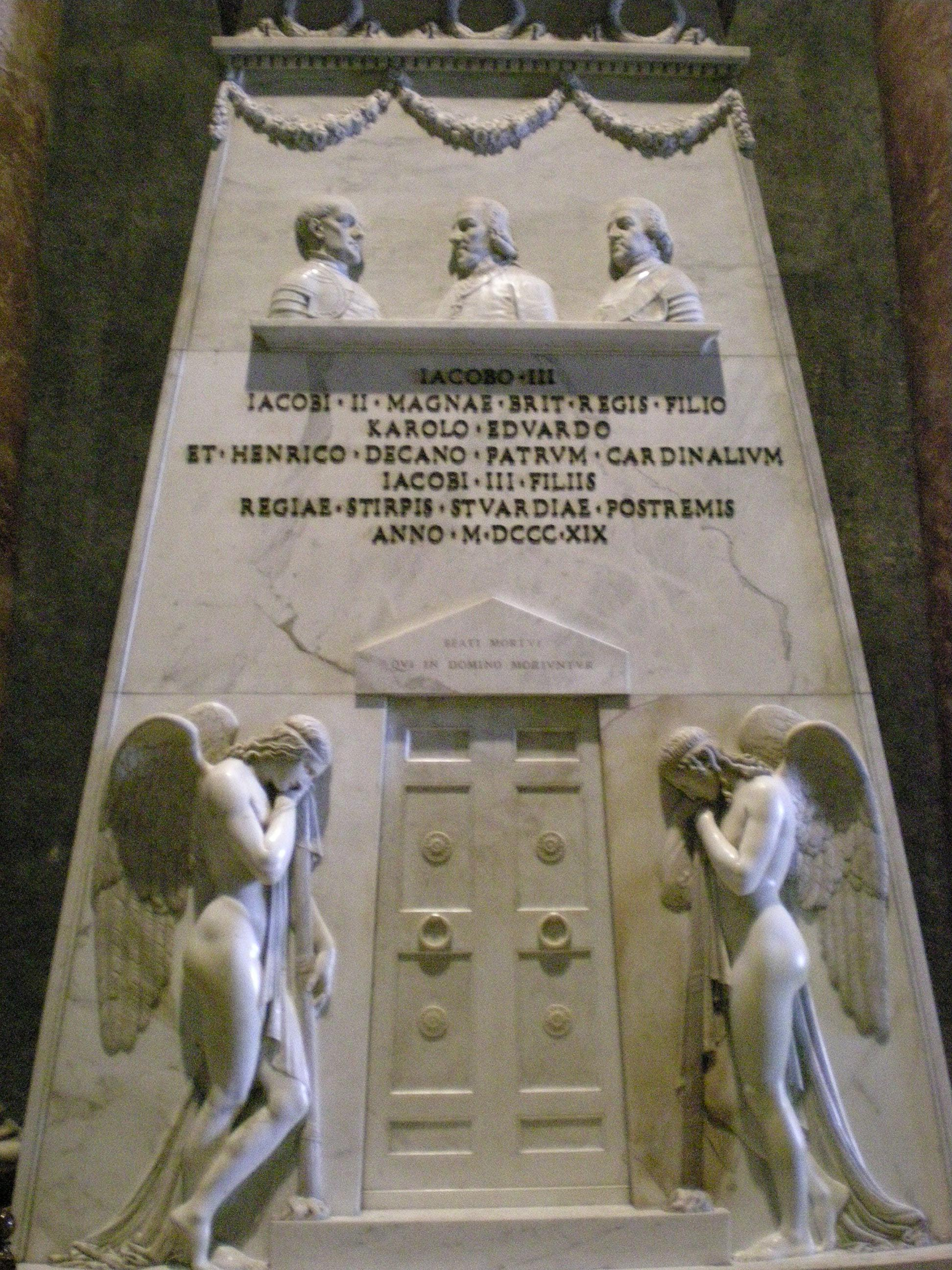
斯图亚特王室纪念碑，罗马圣伯多禄大殿左通道

亨利在遗嘱中簽名“Henry R”（R即Rex，国王），并在遗嘱中指定他的朋友也是最近的血亲已逊位的撒丁国王卡洛·艾曼努爾四世继承他对不列颠王位的权利（论辈份卡洛是亨利的表侄孙）。但卡洛对不列颠王位都既不主张，也不放弃，他的继承者们也都如此，至今亦然。
在他的遗嘱中，他将英国的皇冠珠宝留给了当时英国的威尔士亲王、后来的乔治四世。
亨利和他的父母及兄长都葬在梵蒂冈的聖伯多祿大殿的地穴。那里大殿的一栏有一座由安托尼奥·卡诺瓦设计的斯图亚特王室的纪念碑，最初由亨利产业的遗嘱执行人安杰洛·切萨里尼授予。乔治四世也在该纪念碑的定期捐款者中。
该纪念碑后由伊丽莎白王太后于1940年代出资重建。

## 头衔、称呼、荣誉和纹章

### 作为主教的头衔
斯图亚特主教在其一生中被任为下述的領銜執事區和領銜堂區職務：
- 1747年7月13日：金碧地利圣母執事區領銜执事
- 1748年9月16日：金碧地利圣母堂區領銜司鐸
- 1752年12月18日：十二宗徒堂區領銜司鐸
- 1759年2月12日：台伯河西聖母堂區領銜司铎
- 1761年7月13日：弗拉斯卡蒂罗马城郊教区領銜主教
- 1763年1月4日：达玛稣的圣老楞佐次级圣殿（枢机大法官在郊区教座以外的属地）的“Comendario”
- 1803年9月26日：奥斯蒂亚罗马城郊教区領銜主教（樞機團團长属地）

1774年3月他成为樞機團副團长，1803年9月15日成为樞機團團长。
他是1758年、1769年、1774年至1775年和1799年至1800年教宗选举秘密会议的选举人。

### 纹章
在父兄觊位期间，亨利声称一件由王国“新月形银色”或白色新月形组成的纹章。

## 资料
- Angeli, Diego. . Milano: Fratelli Treves. 1931. OCLC 912018210 （意大利语）.
- Aston, Nigel. . Cambridge, UK: Cambridge University Press. 2002. ISBN 0-521-46027-1. OCLC 1255749297 –Internet Archive.
- Burton, Edwin Hubert. .  14. 1913.
- Fothergill, Brian. . London: Faber and Faber. 1958. OCLC 1148219736 –Internet Archive.
- Gorani, Giuseppe.  2. Paris: Buisson. 1793  [2022-08-14]. OCLC 163297791、763789321. （原始内容存档于2022-10-13） –Bibliothèque nationale de France （法语）.
- Haggard, W. D. . The Numismatic Chronicle (Royal Numismatic Society). 1840, 3: 149–152  [2022-06-28]. ISSN 2054-9164. JSTOR 42681835. OCLC 900903202. （原始内容存档于2022-10-13）.
- Kelly, Bernard William. . London: R. & T. Washbourne. 1899. OCLC 697979433、1321067823 –Internet Archive.
- Lees-Milne, James. . New York: Scribner. 1984 [1983]. ISBN 0-684-18147-9. OCLC 747325009 –Internet Archive.
- Macleod, John. . London: Sceptre. 2000. ISBN 978-0-340-70767-8. OCLC 1285562111 –Internet Archive.
- Marshall, Rosalind K. . Oxford University Press. 27 May 2010. doi:10.1093/ref:odnb/12964. |chapter=被忽略 (帮助)
- McLynn, Frank. . Oxford; New York: Oxford University Press. 1991 [1988]. ISBN 0-19-282856-8. OCLC 1319189191 –Internet Archive.
- Piozzi, Hester Lynch. Balderston, Katharine Canby , 编.  2. Oxford: ClarendonPress. 1942. OCLC 1153479174 –Internet Archive. Reprinted: ISBN 978-0-19-873902-9 doi:10.1093/actrade/9780198739029.book.1/actrade-9780198739029-book-1
- Pittock, Murray G. H. . Cambridge, UK: Cambridge University Press. 2006 [1994]. ISBN 978-0-521-41092-2. doi:10.1017/CBO9780511519093. OCLC 713114018、1311055558 –Internet Archive.
- Schofield, Nicholas. . Leominster: Gracewing. 2002. ISBN 0-85244-575-X. OCLC 50054353.

## 延伸阅读
- Bindelli, Pietro.  [Enrico Stuart, Cardinal, Duke of York]. Frascati: Associazione Tuscolana "Amici di Frascati". 1982. OCLC 320050913 （意大利语）.